# Вулкан (неактивний вулкан)
Вулкан, названий на честь римського бога вогню, є неактивним вулканом на Західній Месі поблизу Альбукерке, Нью-Мексико. Це найбільший з шести вулканів у вулканічному полі Альбукерке, що знаходиться в межах Національного пам'ятника Петрогліф. Вулкан є шлаковим конусом, утвореним переважно лавовими фонтанами, які були активними в центральному жерлі та в менших жерлах на схилах конуса. Ці бічні жерла утворили арки та печери, які можна побачити сьогодні. Вважається, що останнє виверження відбулося близько 150 000 років тому.

## Опис
Вулкан піднімається 600 футів (180 м) над дном долини. З цієї точки зору, траса 5-миль (8,0 км) особливо помітний довгий ланцюг жерл. Бризки утворюються, коли з жерла викидаються краплі лави, які охолоджуються, летячи в повітрі, а частково розплавлені краплі потім приземляються на бік конуса, зварюючись разом, утворюючи тверду кірку. Фрагментована шлакова та бризкова речовина, а також лавові потоки залягають під кутами до 55° від центрального жерла на східній та південній сторонах Вулкана. Бризкова речовина є найтовстішою на південно-східній стороні Вулкана, що вказує на те, що під час фонтанування вітер дув у південному та східному напрямках. Застигле лавове озеро, що складається з масивного сірого базальту зі слабко розвиненою стовпчастою окремістю, заповнює кратер Вулкана. Радіальні, звивисті лавові трубки діаметром від 200 до 510 мм і довжиною до 91 м збереглися на північно-східному та північно-західному схилах Вулкана.

## Розташування
35°8′29.0″ пн. ш. 106°46′19.1″ зх. д. / 35.141389° пн. ш. 106.771972° зх. д.
Вулкан розташований у великій геологічній зоні, відомій як рифт Ріо-Гранде, який пролягає вздовж Ріо-Гранде від південного Колорадо через Ель-Пасо, штат Техас, після чого стає невідрізним від провінції Хребет і Басейн на півночі Мексики. Цей розрив у поверхні Землі, де два масиви суші віддаляються один від одного, відповідає за значну частину вулканічної активності та гороутворення, що відбувається по всій території.
Вулкан розташований на території Національного пам'ятника Петрогліф, доступ до вулканів здійснюється в робочий час, після чого всі транспортні засоби зачиняються і підлягають штрафам та конфіскації. Він знаходиться у вулканічному полі приблизно за одинадцять кілометрів на північний захід від Альбукерке. На південь від нього розташовані вулкани Блек, а далі – вулкан Джей-Ей. На північ лежать вулкани Бонд і Б'ютт, а також гори Хемез. На заході знаходиться гігантський стратовулкан Маунт-Тейлор (навахо: Цоодзіл, Бірюзова Гора), а на сході – міста Ріо-Ранчо, Альбукерке, селище Корралес та гори Сандія.

## Історія
Вважається, що вулкан Вулкан востаннє вивергався близько 150 000 років тому. Вулкани цього поля класифікуються як неактивні (або сплячі). Геодезичні вимірювання з Землі та космосу вказують на триваюче підняття поверхні над магматичним тілом Сокорро зі швидкістю приблизно два міліметри на рік.
З 1951 по 1973 рік на східному схилі вулкана була намальована велика літера J, що представляла Коледж Святого Йосипа на Ріо-Гранде (пізніше перейменований на Університет Альбукерке). Через це Вулкан іноді також називали "вулканом J" або "конусом J". Щоосені першокурсники коледжу перефарбовували літеру J. У 1973 році літеру J "стерли", зафарбувавши побілку темною фарбою, хоча вона все ще ледь помітна.